# Зворотній відлік (фільм, 2019)
«Зворотній відлік» (англ. Countdown) — американський надприродний фільм жахів 2019 року режисера та сценариста Джастіна Дека з Елізабет Лейл, Джорданом Колловеєм, Талітою Бейтман, Тішіною Арнольд, П. Дж. Бірном, Пітером Фачінеллі, Енн Вінтерс і Томом Сегурою у головних ролях. Фільм розповідає про групу людей, які спробують вижити, дізнашись дату своєї смерті у мобільному застосунку. У США прем'єра відбулась 25 жовтня 2019 року компанією STX Entertainment, в Україні — 21 листопада 2019 дистриб'ютором Kinomania Film Distribution.

## Сюжет
На вечірці підліток Кортні переконує своїх друзів завантажити застосунок «Зворотний відлік», який передбачає, як довго користувачеві залишилося жити. Кортні була вражена тим, що їй залишилось жити лише 3 години. Після уникнення аварії вона отримує повідомлення про те, що дівчина порушила «договір користувача». Вдома на неї нападають і вбивають, коли її таймер досягнув нуля. Водночас Еван потрапляє в ДТП, а гілка дерева падає на пасажирське місце, де мала би сидіти Кортні.
Квінн Гарріс, медсестра, яка працює в лікарні, де знаходиться поранений Еван. Вона потерпає від частих сексуальних домагань з боку свого боса, доктора Саллівана, але боїться розголосу, оскільки тільки склала іспит на отримання медичної ліцензії. Еван розповідає Гарріс про Кортні та підозрах щодо застосунку. Він також виявляє, що також завантажив його, і він показує, що Еван помре в той час, коли йому належить потрапити на операцію. Медсестра зневажливо ставиться до заяв пацієнта, зрештою завантажує «Зворотний відлік». Вона з жахом дізнається, що у неї залишилося всього три дні. Еван не йде на операцію. У нього з'являється повідомлення про порушення угоди користувача. Його вбиває демонічна версія Кортні.
Вдома Квінн забирає важливий документ і зустрічає свою молодшу сестру Джордан, стосунки з якою стали напруженими після смерті їхньої матері. Наступного дня Квінн дізнається про смерть Евана. Вона скасовує план спільної поїздки з Джордан і батьком, а потім у неї з'являється повідомлення про порушення договору користувача. Квінн досліджує застосунок. Вона дізнається про смерть користувачів. Її лякає поява мертвого Евана, тому Квінн тікає з квартири. Джордан знаходить її наступного дня та дізнаються про додаток, який показує лише один день до смерті Квінн. Гарріс дедалі більше панікує, купує новий телефон, але виявляє, що додаток «Зворотний відлік» встановлений на новому телефоні. Після нападу демонічної особи вона стикається з Меттом, який помре за кілька годин до Квінн.
Пара вирушає до лікарні, щоб отримати допомогу від священника. Квінн дізнається, що Салліван обдурив співробітників і всі вважають, що його сексуально домагається вона; через це Гарріс відсторонюють. На Метта нападає сутність, яка виглядала як його молодший брат, що помер від хвороби. Двоє починають розбиратися з угодою користувача. Вони радяться зі священником, який заявляє, що код програми може допомогти. Їм вдається відтермінувати на кілька років дати своїх смертей за допомогою Дерека, співробітника магазину стільникових телефонів. Однак на Квінн нападає демон тієї ж ночі, і відлік часу повертається.
Отець Джон ідентифікує демона як Ожин. Він говорить, що прокляття може бути зламане, якщо хтось помре до того, як закінчиться відлік часу або буде жити після, хоча б на одну секунду. Вони готуються до захисту від демона, але Метта заманюють і він помирає за часом застосунку.
Квінн відвозить Джордан до лікарні через поранення. Медсестра дізнається, що Салліван домагався не тільки її. Вона вирішує вбити його, але її намірам перешкоджає демон.
Ожин готується вбити Джордан, коли покаже відлік часу, але Квінн жертвує собою, прийнявши велику дозу ліків. Джордан помічає, що Квінн написала щось на руці. Джордан вводить сестрі препарат і вона повертається до життя. Їхні таймери зупиняються.
Пізніше Квінн, Джордан і їхній батько відвідують могилу матері. Коли вони виїжджають, вони чують новини про арешт Саллівана після того, як медсестри виступили і розповіли про сексуальні домагання. Квінн виявляє оновлення програми «Зворотний відлік 2.0», завантажену на телефон.
Дерек перебуває в ресторані, на побаченні з дівчиною, з якою він познайомився в Tinder. Після того, як дівчина виходить до туалету, залишаючи Дерека самого, його телефон дзвонить, він бачить, що застосунок «Зворотний відлік» повідомляє про порушення угоди користувача. Вогні в ресторані згасають, перш ніж його вбиває демон.

## У ролях
| Актор             | Роль           |
| ----------------- | -------------- |
| Елізабет Леіл     | Квінн Гарріс   |
| Джордан Колловей  | Метт Монро     |
| Таліта Бейтман    | Джордан Гарріс |
| Тішіна Арнольд    | медсестра Емі  |
| П. Дж. Берн       | Отець Джон     |
| Пітер Фачінеллі   | лікар Салліван |
| Енн Вінтерс       | Кортні         |
| Діллон Лейн       | Еван           |
| Том Сегура        | Дерек          |
| Чарлі Мак-Дермотт | медбрат Скотт  |
| Крістіна Пасіцкі  | Кріссі         |
| Дженні Еліз Мей   | Аллі           |
| Марісела Зумбадо  | Кейт           |

## Виробництво
У березні 2019 року Елізабет Лейл отримала головну роль у фільмі. У квітні 2019 року було оголошено, що Таліта Бейтман, Пітер Фачінеллі, Джордан Колловей, Том Сегура, П. Дж. Бірн, Енн Вінтерс і Тішіна Арнольд приєдналися до акторського складу фільму.
Денні Бенсі та Сондер Юрріаанс стали композиторами стрічки. Саундтрек вийшов за сприяння Sony Classical Records.

## Випуск
«Зворотній відлік» вийшов у кінотеатрах США 25 жовтня 2019 року. Трейлер фільму вийшов 13 вересня 2019 року, трейлер українською мовою з'явився 26 вересня 2019 року. Як повідомляється, компанія STX Entertainment витратила на просування фільму менш як 15 мільйонів доларів.

## Сприйняття

### Касові збори
У Сполучених Штатах та Канаді «Зворотний відлік» вийшов разом зі стрічками «Чорне та синє» та «Війна струмів» і, за прогнозами, мав отримати близько 5 мільйонів доларів з 2675 кінотеатрів у перші вихідні. Фільм зробив 3,1 мільйона доларів у перший день, зокрема 515 000 доларів за попередній показ у четвер. Він продовжив перевиконання плану, зібравши 9 мільйонів доларів у перші вихідні, посівши п'яте місце. У свої другі вихідні касові збори знизились на 35 % до 5,8 мільйона доларів, фінішуючи на сьомому місці.

### Критика
На Rotten Tomatoes рейтинг стрічки становить 24 %, середня оцінка 3,94 / 10 на основі 53 відгуків. У критичному консенсусі сайту зазначено: « „Зворотній відлік“ може запропонувати кілька швидкоплинних доз для шанувальників жахів із беззмістовною чергою, але йому бракує дотепності та креативності, щоб залишити довготривале враження». На Metacritic середньозважена оцінка стрічки — 31 зі 100 на основі 16 відгуків критиків, що свідчить про «загалом несприятливі відгуки». Глядачі, опитані CinemaScore, оцінили фільм у «C +» за шкалою від A до F, тоді як користувачі PostTrak дали 3 з 5 зірок.